# Mikael Simpson
Mikael Jensen Simpson (født 23. juli 1974 i Holstebro) er en dansk-engelsk musiker, sanger og sangskriver. Han er søn af en engelsk mor og en dansk far.
Simpsons karriere startede i indie-bandet Luksus, der blev opløst i 2001. Dernæst spillede Simpson kortvarigt med Nikolaj Nørlund i bandet Rhonda Harris, men det var først i 2002, med udgivelsen af soloalbummet Os 2 + Lidt ro 2002, at Simpson for alvor fandt sig til rette som musiker og sangskriver. Dette kan tilskrives det faktum, at samtlige solo albums blev indspillet i Simpsons soveværelse på hans computer, hvilket gav ham tid og råderum til selv at styre processen fra sangskrivning til indspilning.
Simpson har i sit virke arbejdet tæt med Thomas Bertelsen (alias DJ T.O.M) og Torsten Bo Jacobsen (alias DJ Buda), fra techno-duoen Lulu Rouge, Frithjof Toksvig, Trentemøller, Asger Baden samt sin egen bandkonstellation Sølvstorm med Henrik Liebgott (guitar), Niclas Tange (trommer), Georg Andersen (bas) og Trentemøller (keys).
Mikael spillede guitar, bas, percussion og mundharpe i sit samarbejde med Trentemøller og Henrik Vibskov på verdensturneen Trentemøller Live in Concert fra 2007-2008, med ca. 70 koncerter i USA, Europa og Australien.
Den 17. november 2008 udkom Vi sidder bare her..., et spoken word-projekt, hvor Simpson samarbejder med Jørgen Leth og Frithjof Toksvig under navnet Vi sidder bare her. Her har de optaget og redigeret samtaler mellem de tre.
I marts 2009 udkom Simpson's fjerde studiealbum Slaar skaar. I oktober samme år udkom det i en remix-udgave, med titlen Slaar skaar - Udvalgte numre i andre versioner. Simpsons arbejde de sidste to år kulminerede med tre koncerter på Nørrebro Teater, hvor opvarmningen bestod af Vi sidder bare her-projektet med Jørgen Leth.
Simpson er vært på radioprogrammet Formiddag med Simpson, som sendes på DR P6 Beat på hverdage kl. 10 til 12. 

## Privatliv
Mikael Simpson var på ferie i Phuket i Thailand da landet blev ramt af tsunamien den 26. december 2004. Efterfølgende var han med til at arrangere Støt Asien-koncerten i KB Hallen den 20. januar 2005, der gav 1,9 millioner til nødhjælp.

## Diskografi

### Mikael Simpson

#### Studiealbum
| År                                                     | Album                    | Højeste placering | Certificering |
| År                                                     | Album                    | DAN               | Certificering |
| ------------------------------------------------------ | ------------------------ | ----------------- | ------------- |
| 2002                                                   | Os 2 + Lidt ro 2002      | —                 |               |
| 2004                                                   | De ti skud               | 20                |               |
| 2006                                                   | Stille & Uroligt         | 2                 | - Guld        |
| 2009                                                   | Slaar skaar              | 3                 |               |
| 2011                                                   | Noget laant, noget blaat | 5                 |               |
| "—" marker en udgivelse der ikke opnåede en placering. |                          |                   |               |

#### Andre album
- B-sider, udtag og meget triste radiomix (2005)
- Overspring (Samlet) (2014)

#### Remixalbum
- Slaar skaar - Udvalgte numre i andre versioner (2009)
- Udvalgte blaa... laant til moderne udgaver (2012)

#### Opsamlingsalbum
- Kompilation 2002-2012 (2012)

### Jørgen Leth, Mikael Simpson, Frithjof Toksvig (Vi sidder bare her)
- Vi sidder bare her... (2008)
- Ikke euforisk (2010)
- Ingen regning til mig (2014)
- Rak-ma-gak (2016)
- De Øjeblikke Man Har (2019)

### Luksus
- Luksus (1997)
- Repertoire (1998)

### Andre optrædener
- Lise Westzynthius: Heavy dream (2002)
- Forskellige artister: Nordkraft (2005)
- Forskellige artister: Andersens drømme (2005)
- Trentemøller: The Last Resort (2006)
- Forskellige artister: Dmdk (2006)
- Forskellige artister: Værsgo 2 (2006)
- Pet Shop Boys: Sodom (Trentemøller mix) (2006)
- Forskellige artister: Stella Polaris 2 (2006)
- Trentemøller: The Trentemøller Chronicles (2007)
- Liv Lykke: Kai Normann Andersen (2007)
- Ekko: I Know I Am Human (2007)
- Forskellige artister: Frie børn leger bedst (2007)
- Forskellige artister: Sound of Copenhagen (2008)
- Lulu Rouge: Bless You (2008)
- Trentemøller: Live at Roskilde (2008)
- Depeche Mode: Wrong (Trentemøller mix) (2009)
- Trentemøller: Into the Great Wide Yonder (2010)
- Ekko: Any Given Sunday (2011)
- Forskellige artister: Gi' et nummer (2013)

### Remix
- Nikolaj Nørlund – "Verdensmester" (2001) (med Low Ranger)
- Love Shop – "Bellavista sol" (2003) (med ekko)
- Under Byen – "Legesag" (2003)
- Kashmir – "Jewel Drop" (2005)
- Ataf – "Gade Capitain" (2006)
- Rhonda Harris – "Waiting Round To Die" (2006)
- Lulu Rouge – "Bless You" (2008) (2007)
- Trentemøller – "Moan" (2007)
- The Crooked Spoke – "The One You Left Behind"  (2008)
- Silas Bjerregaard og Holbek – "Træk Stikket Ud" (2009)
- Trentemøller – "Even Though You're With Another Girl..." (2010)
- Sleep Party People - "10 Feet Up" (2011)
- Under Byen - "Længsel" (2011)
- Spinkelmen feat. Iben Foss - "Sweet Sweet Heartbeat" (2012)
- Peter Sommer - "Hvorfor løb vi?" (2013)
- Chior of Young Believers - "Sedated" (2013)
- Panamah - "Børn af natten" (2013)

## Priser
| Pris               | År   | Kategori                                                      |
| ------------------ | ---- | ------------------------------------------------------------- |
| Danish Music Award | 2005 | Årets danske sangskriver                                      |
| Danish Music Award | 2007 | Årets danske sangskriver                                      |
| GAFFA-prisen       | 2006 | Årets danske sanger                                           |
| P3 Guld            | 2005 | P3 Eksperimentet                                              |
| P3 Guld            | 2006 | P3 Prisen                                                     |
| Robert-statuette   | 2007 | Årets musik – til filmen Rene Hjerter (sammen med Jeppe Kaas) |
| Årets Steppeulv    | 2003 | Årets håb                                                     |
| Årets Steppeulv    | 2005 | Årets album – De ti skud                                      |
| Årets Steppeulv    | 2005 | Årets komponist                                               |
| Årets Steppeulv    | 2006 | Årets album – Stille & Uroligt                                |
| Årets Steppeulv    | 2006 | Årets sang – "Vi 2"                                           |